# Júnior Díaz
Júnior Enrique Díaz Campbell (ou Júnior Díaz), né le 12 septembre 1983 à Heredia, est un footballeur international costaricien. Il occupe actuellement le poste de défenseur.

## Biographie
Il compte 79 sélections (pour 1 but) avec l'équipe du Costa Rica.

## Palmarès
- Champion de Pologne : 2008, 2009 et 2011